# Otopharynx pachycheilus
Otopharynx pachycheilus är en fiskart som beskrevs av Matthew E. Arnegard och Jos Snoeks 2001. Otopharynx pachycheilus ingår i släktet Otopharynx och familjen Cichlidae. IUCN kategoriserar arten globalt som sårbar. Inga underarter finns listade i Catalogue of Life.